# Iarovoïe
Pour les articles homonymes, voir Yarovoy.
Iarovoïe (en russe : Яровое) est une ville du kraï de l'Altaï, en Russie. Sa population s'élevait à 18 162 habitants en 2014.

## Géographie
Iarovoïe est située sur la rive septentrionale du lac salé Bolchoïe Iarovoïe, à 15 km de la frontière du Kazakhstan, à 350 km à l'ouest de Barnaoul et à 2 638 km à l'est de Moscou.

## Histoire
Iarovoïe fut créée en 1943 à la suite de l'évacuation d'une usine chimique de brome, de Perekop (Ukraine). Elle accéda au statut de commune urbaine en 1966 et à celui de ville en 1993.

## Population
Recensements (*) ou estimations de la population
| 1970*  | 1979*  | 1989*  | 2002*  |
| ------ | ------ | ------ | ------ |
| 11 105 | 15 156 | 21 784 | 21 363 |

| 2010*  | 2012   | 2013   | 2014   |
| ------ | ------ | ------ | ------ |
| 18 604 | 18 291 | 18 118 | 18 162 |

## Économie
La principale entreprise de Iarovoïe est l'usine OAO Altaïkhimprom (en russe : ОАО Алтайхимпром). Fondée en 1942, elle a commencé à produire du brome en juin 1944 pour la défense (carburant pour l'aviation). Altaïkhimprom fabrique une large variété de produits chimiques et emploie 2 500 salariés.